# Hammerheart Records
Hammerheart Records (офиц. Hammerheart Records BV, сокр. HHR) — нидерландский независимый лейбл звукозаписи, основанный Питером ван Оолом и Гуидо Хейненом в 1995 году. Лейбл изначально был ориентирован на такие музыкальные направления, как дэт-метал, блэк-метал, дум-метал, фолк-метал и их различные сочетания.

## История
Гуидо Хейнен начал увлекаться экстремальной музыкой, по его словам, примерно в 1988—1989 годах. Постепенно от заказов дэт-метал-релизов он пришёл к мысли о создании собственного лейбла, который на тот момент воспринимался им лишь как хобби. Hammerheart Records был основан в мае 1995 года. По словам Хейнена, каких-либо конкретных целей на тот момент не было, они с Питером ван Оолом хотели лишь выпускать диски. Первыми группами, подписавшими контракты с молодым лейблом, стали немецкая Tumulus и норвежская Mock, обе игравшие блэк-метал. Соответственно, первым выпущенным релизом Hammerheart стал сплит с их демозаписями. Вскоре владельцы лейбла поняли, что для того чтобы лейбл существовал, он должен заниматься продажей своей продукции. Тогда партнёры начали налаживать каналы дистрибуции и почтовую доставку дисков. Вскоре к молодому лейблу возникли претензии со стороны южнокорейского лейбла Hammerheart Productions из-за схожести названий. Однако разногласия были урегулированы и каждый из лейблов остался при своём названии, а в начале 1998 года южнокорейский лейбл обанкротился.
В 2000 году HHR заключает соглашение с Вилко Рейндерсом, владевшим лейблом Fadeless Records, по которому Рейндерс перешёл на работу в HHR. В рамках своего перехода он создал лейбл The Plague в качестве сублейбла HHR. Группам, имевшим контракт с Fadeless Records, было предложено продолжить сотрудничество в рамках The Plague, однако не все группы приняли это предложение. Но сотрудничество HHR с Рейндерсом оказалось недолгим. Уже в 2002 году он перешёл на работу в Unique Leader Records, занявшись вопросами дистрибуции лейбла в Европе.
К 2001 году список групп, подписанных на лейбл, составлял порядка 25, и включал в себя такие известные группы как, например, Dismember, Sinister и Ancient Rites. По словам Хейнена, они хотели бы иметь дело не более чем с 20 группами одновременно, но их часто привлекало творчество молодых групп. На тот момент бэк-каталог лейбла включал в себя уже около 150 релизов.
В начале 2003 года лейбл оказался втянут в скандальную тяжбу по поводу прав на последний альбом When Machine and Man Collide Чака Шульдинера. После его смерти 13 декабря 2001 года музыканты группы Control Denied, основанной Шульдинером, руководство Hammerheart Records и родственники Шульдинера приняли решение закончить альбом, начатый им незадолго до смерти. Однако, когда в течение двух последующих лет альбом так и не вышел, то журналисты выяснили, что мастер-плёнки When Machine And Man Collide достались матери Шульдинера Джейн и его сестре Бет, которые по какой-то причине застопорили дальнейшую работу, прекратив общаться с музыкантами Control Denied и менеджерами лейбла.
В том же году девизом лейбла становится слоган «Music for Armageddon» (в пер. c англ. Музыка для Армагеддона), взятый по названию песни «The 3rd Generation Armaggeddon» группы Dimension F3H.
В сентябре 2003 года ван Оол и Хейнен объявили о пересоздании лейбла под новым названием Karmageddon Media. В их заявлении на официальном сайте говорилось о том, что они устали от «некоторых недавних событий в музыкальной индустрии» и решили начать всё заново. Новый лейбл был создан при поддержке компании Plastic Head Distribution, которая с 1 октября того же года должна была заняться эксклюзивной дистрибуцией релизов молодого лейбла. Контракты с исполнителями и все права на бэк-каталог также перешли к Karmageddon Media. Однако, формально Karmageddon Media был оформлен как сублейбл, и через HHR шли все взаиморасчёты с банками, платежи и официальная документация. Для работы с начинающими группами был создан сублейбл KM под названием New Aeon Media, в котором работали те же люди, что и в KM. Хейнен говорил в интервью, что отличие NAM от KM было больше формальным, нежели реальным.
В начале 2004 года лейбл анонсировал выпуск второго альбома Control Denied, назначив выход альбома на весну того же года. В связи с тем, что мастер-диск родственники Шульдинера так и не вернули лейблу, то выйти должна была незаконченная версия альбома.
К 2005 году компания уже полностью отказалась от пересылки заказов по почте, предпочтя заключать договора на перелицензирование со сторонними компаниями. В частности, помимо «европейского» контракта с Plastic Head Distribution, с другими лейблами были заключены договора на распространение продукции KM на территории Северной и Южной Америк, России и Японии. От продажи футболок и прочего мерчендайза своих групп лейбл также отказался. Хейнен объяснял это тем, что, во-первых, лейбл должен заниматься производством и продажей музыкальных релизов, а не футболок, а во-вторых, футболки всё равно плохо продавались.
К 2005 году в компании на постоянной основе работало 3 человека: Петер ван Оол (финансовый директор), Патрик Савелкоул (ответственный за промоушен) и Гуидо Хейнен (ответственный за подбор исполнителей). Кроме того, в компании работало ещё несколько наёмных сотрудников, но, по словам Хейнена, постоянных контрактов у компании с ними не было.
Проработав более двух лет, в конце 2006 года лейбл запустил процедуру банкротства.
Летом 2010 года ван Оол и Хейнен принимают решение возродить лейбл, и в октябре того же года он официально возрождается под старым названием Hammerheart Records. Одними из первых релизов лейбла стали переиздания ранних альбомов шведской группы Necrophobic, а первым студийным альбомом стал альбом Grim Scary Tales американской группы Macabre. В конце 2012 года HHR заключил партнёрское соглашение с лейблами Willowtip Records, Unique Leader Records, Hell's Headbangers и Empire Records, по которому он получил право на дистрибуцию релизов этих фирм.

## Политика издания
Политика отбора групп определялась с одной стороны вкусовыми предпочтениями владельцев лейбла, а с другой — коммерческим спросом на творчество группы, при этом в выборе групп владельцы предпочитали придерживаться баланса между уже популярными группами и молодыми командами. В 2001 году Хейнен говорил, что предпочитаемыми музыкальными жанрами были различные варианты метала и эмбиент/готики. Несмотря на то, что лейбл ориентировался на такие довольно мрачные стили музыки, в 2001 году HHR неожиданно подписал контракт со шведской пауэр-метал-группой Morifade.
Даже после смены названия лейбла политика отбора групп к 2005 году, по словам Хейнена, изменилась не сильно: лейбл по-прежнему активно принимал демозаписи молодых групп на прослушивание (более 25 записей в неделю). Каких-либо единых условий контракта не было: в зависимости от обстоятельств оплачивать запись мог как лейбл, так и сама группа. Размер оплаты также сильно варьировался. Группы имели возможность самостоятельно выбирать студии для записи, но при условии согласования с лейблом. Возможность организации концертных туров допускалась, но при условии их окупаемости.

## Критика
Результатами сотрудничества с лейблом оставались довольными не все музыканты. Кит Фей из группы Cruachan высказывал недовольство отсутствием организации концертных туров. Стефан Гебеди из группы Thanatos в интервью указывал на неплохое продвижение лейблом его группы в Европе, но практически полное его отсутствие на американском рынке. Гюнтер Тейс хотя и отмечал хорошо налаженную дистрибуцию и довольно неплохую организацию турне, но упрекал лейбл в излишней жадности, из-за которой полноценный релиз концертного DVD-диска And The Hordes Stood As One не состоялся. Политика лейбла, по которой известным группам давался больший приоритет, вызывала недовольство молодых групп, которые считали, что их продвижением лейбл занимался недостаточно.

## Изданные релизы
Для получения информации о наиболее известных релизов лейбла см. категории:
- Категория:Альбомы Hammerheart Records
- Категория:Альбомы Karmageddon Media